# Skowarcz
Skowarcz (do 12 listopada 1946 niem. Schönwarling) – wieś w Polsce położona w województwie pomorskim, w powiecie gdańskim, w gminie Pszczółki przy drodze krajowej nr 91 i na trasie linii kolejowej (Gdańsk-Tczew-Bydgoszcz). Wieś jest siedzibą sołectwa Skowarcz w którego skład wchodzą również Skowarcz-Kolonia i W Łąkach (przy granicy z Gminą Suchy Dąb (na Kanale Kozi Rów Mały).
Transport publiczny jest obsługiwany przez Przewozy Regionalne (przystanek Skowarcz) oraz linie autobusowe 50, 861, 862 i 864.
W latach 1975–1998 miejscowość administracyjnie należała do województwa gdańskiego.

## Z kart historii
Do 1772 wieś należała do oliwskich cystersów (I wzmianka w 1215 jako Scowarnicow, w 1235 jako Skowarnicow). W latach 1772–1919 Skowarcz znajdował się w zaborze pruskim, a w 1919 znalazł się w obrębie Wolnego Miasta Gdańska. W roku 1895 w Skowarczu powstała szkoła podstawowa; ponadto znajdowała się tu gospoda z dużą salą zabaw. Po I wojnie światowej poległych mieszkańców wsi upamiętniono pomnikiem (zniszczonym po 1945).
1 września 1939 Skowarcz został włączony do III Rzeszy. W czasie wojny funkcjonował tu podobóz KL Stutthof. Wiosną 1945 Skowarcz znalazł się w granicach Polski, a większość dotychczasowych mieszkańcow opuściła wieś. 
W 2006 odnowiono świetlicę wiejską z 1923 oraz otwarto Muzeum Miodu i Pszczelarstwa (przeniesione w 2014 do Pszczółek).
W 2017 kosztem 1,85 mln zł teren dawnej żwirowni przekształcono w miejsce rekreacyjne, zwane Parkiem Brzozowym. Na zarybionym stawie - dawnym wyrobisku - powstała wyspa dla ptaków o powierzchni ok. 30 m² z 2 norami lęgowymi dla ohara (kaczki norowej). Posadzono około 6000 roślin wodnych, 5200 innych bylin, a na brzegu umieszczono dwa hotele dla owadów zapylających rośliny, w tym dzikich pszczół. Na brzegach posadzono 2030 drzew (głównie brzóz, ale również dawnych odmian drzew owocowych) i 3790 krzewów charakterystycznych dla Żuław Gdańskich. Dla zwiedzających ułożono pięć kładek, platformę ornitologiczną, altany z ławkami oraz prawie kilometrową żwirową ścieżkę edukacyjną z tablicami edukacyjnymi o treści ekologicznej oraz o faunie i florze Żuław. W pobliżu urządzono 1,5 ha łąk kwietnych oraz 3,3 ha łąk trawiastych. Z uwagi na stan sanitarny wód podskórnych zrezygnowano z urządzenia nad stawem gminnego kąpieliska.
Nazwa Skowarcz posiada rodzime pochodzenie i po raz pierwszy pojawia się w formie Skowarnikow. W różnych dokumentach występuje kolejno jako: Skowarnicza, Scowarnikowe, Scowarnichowe, Scowernikow, Scowernicow, Scowarnche, Scowarnice, Scowernyk, Scowernik, Scowartz, Schonnewarnche, Schöwarling, Skowarz, Schönwarling, Skowarcz. Na mapie województwa pomorskiego wydanej w 1923 przez lwowskie wydawnictwo „Atlas” widnieje nazwa Skawarcz. Zmiany nazwy związane są również z zasiedleniami tej ziemi.

## Podział Skowarcza
Skowarcz składa się z 2 części: Skowarcz i Skowarcz-Kolonia. Kiedyś Skowarcz posiadał jeszcze jeden przysiółek, wtedy PGR, dziś Ostrowite - pobliska miejscowość, która wydzieliła się od Skowarcza w 1999.

## Zmiana liczby ludności w latach 1945-2008
- 1945 - 506 mieszkańców
- 1980 - 784 mieszkańców
- 2000 - 891 mieszkańców
- 2005 - 1268 mieszkańców
- 2007 - 1395 mieszkańców
- 2008 - 1425 mieszkańców